# Carl Björn
Carl Gustaf Björn, född 14 maj 1823 i Risinge församling, Östergötlands län, död 28 maj 1888 i Katarina församling, Stockholms stad, var en svensk trädgårdsmästare och riksdagsman. Han var ledamot av stadsfullmäktige i Stockholm 1871–1888 och riksdagsman i andra kammaren 1879–1881. Han var far till donatorn Karl Fredrik Björn (1855–1915). De är begravda på Norra begravningsplatsen.